# Norharman
Norharman (β-Carbolin) ist ein Naturstoff aus der Gruppe der Beta-Carboline. Sie stellt das Grundgerüst der Rauwolfia-Alkaloide dar.

## Vorkommen

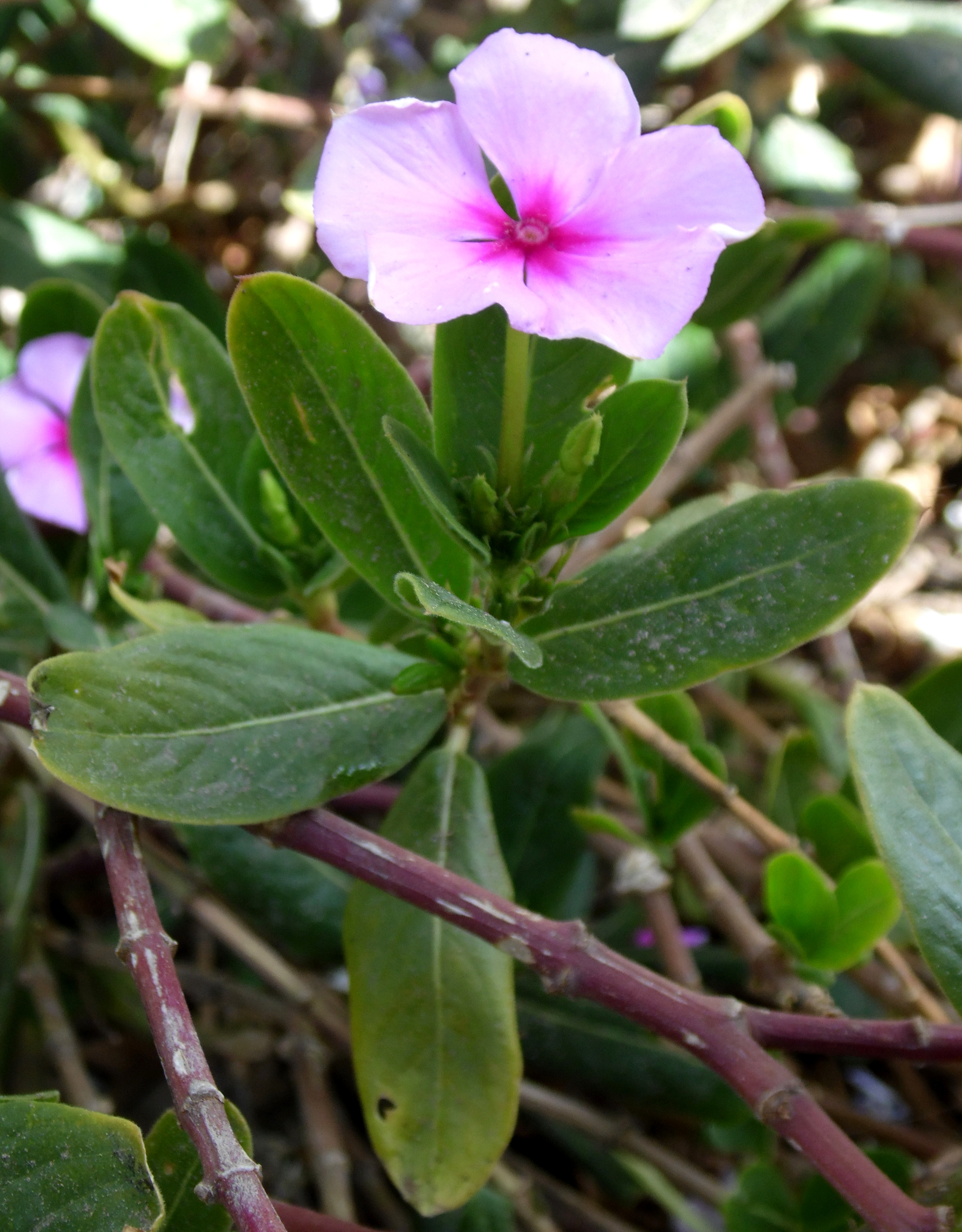
Rosafarbene Catharanthe (Catharanthus roseus).

Norharman kommt wie Harman in einigen Pflanzenarten (Catharanthus roseus, Lolium perenne, Festuca-Arten) vor. Einige Bakterienarten synthetisieren es über mehrere Zwischenstufen aus Tryptophan. In geringen Konzentration (5 bis 30 ppb) kommt es durch Pyrolyse aus Aminosäuren (vorwiegend Tryptophan) im gegrillten Fleisch, Fisch und im Zigarettenrauch vor. Es wurde auch in Espresso nachgewiesen.

## Eigenschaften
Norharman ist ein kristalliner Feststoff. Er fluoresziert blau in verdünnter saurer Lösung.

## Verwendung
Norharman dient als Matrix zur Analyse von Cyclodextrinen und sulfatierten Oligosaccharide in Kombination mit DHB als Co-Matrix verwendet. Er wirkt als Hemmer von Indolamin-2,3-Dioxygenase (IDO).

## Sicherheitshinweise
Im Ames-Test zeigt Norharman eine comutagene Wirkung. Auf sein neurotoxische Potential wurde hingewiesen. Er verstärkt die Benzo[a]pyren-induzierte Mutagenität und wirkt als Enzyminhibitor.